# Forza Motorsport 2
Forza Motorsport 2 è un videogioco di corse automobilistiche sviluppato da Turn 10 Studios ed è stato pubblicato nel 2007 per Xbox 360. È il secondo capitolo della serie Forza Motorsport

## Descrizione
Il gioco non porta stravolgimenti rispetto al titolo precedente, ma potenzia le caratteristiche già presenti nel gioco, quali la personalizzazione estetiche dell'auto e le modifiche, inoltre viene ampliato sia il parco auto che il numero dei circuiti, anche la modalità online viene ampliata.
Tuttavia, il gioco presenta una vasta selezione di vetture e piste da corsa, offrendo una simulazione realistica delle corse automobilistiche. Puoi partecipare a varie competizioni, migliorare le tue abilità di guida, personalizzare le tue auto e gareggiare contro giocatori online.
Il gioco ora può godere di una grafica che permette 60 frame al secondo (invece che 30) ed effetti grafici, quali i danni in tempo reale, inoltre viene introdotto l'effetto dello sporco sull'auto, la quale diventerà più sporca con l'aumentare dei chilometri percorsi e viene perfezionato il sistema di deposito della vernice dopo i diversi incidenti.
Le classi delle auto vengono riviste, si ha l'introduzione della classe ”U” (ultracar), che definisce la categoria massima delle vetture stradali, le sottoclassi scompaiono dalle classi delle vetture stradali e al suo posto si ha l'indicatore di prestazioni, dove più è alto il numero e più l'auto risulta prestazionale.
L'unica classe ad avere le sottoclassi è la classe ”R” (R4, R3, R2, R1) ed in questo caso non si ha l'indice di prestazione.
Il pilota automatico viene rivisto e non si ha più la possibilità di allenare un IA che ricalca il proprio modo di guidare, ma si potrà scegliere un pilota da ingaggiare, dove più è bravo e più sarà la sua ricompensa (in percentuale sul premio vinto).
Tuttavia, è importante notare che Forza Motorsport 2 è stato rilasciato molti anni fa e potrebbe non essere più disponibile per l'acquisto nei negozi. Nel corso degli anni, la serie Forza Motorsport ha continuato a evolversi, e l'ultimo titolo della serie è Forza Motorsport 7, pubblicato nel 2017 per Xbox One e Windows.